# Катар на Светском првенству у атлетици на отвореном 1983.
Катар је учествовао на 1. Светском првенству на отвореном 1983. одржаном у Хелсинкију, Финска, од 7. до 14. августа.
На првенству у Хелсинкију Катар је представљао 1 спортиста који се такмичио у трци на 1.500 м
.
Представник Катара није освојио ниједну медаљу, а поправио је лични рекорд.

## Учесници
Мушкарци:
- Ibrahim Malallah — 1.500 м

## Резултати

### Мушкарци
| Атлетичар        | Дисциплина | Лични рекорд | Квалификација | Квалификација | Полуфинале           | Полуфинале           | Финале               | Финале       | Детаљи |
| Атлетичар        | Дисциплина | Лични рекорд | Резултат      | Место         | Резултат             | Место                | Резултат             | Место        | Детаљи |
| ---------------- | ---------- | ------------ | ------------- | ------------- | -------------------- | -------------------- | -------------------- | ------------ | ------ |
| Ibrahim Malallah | 1.500 м    |              | 3:52,05 ЛР    | 11. у гр 4    | није се квалификовао | није се квалификовао | није се квалификовао | 44 / 51 (52) |        |